# Meprednisone
Meprednisone là một glucocorticoid. Nó là một dẫn xuất methyl hóa của prednison.